# 上越ウイングマーケットセンター
上越ウイングマーケットセンター（じょうえつウイングマーケットセンター）は、新潟県上越市にあるパワーセンター型のショッピングセンター（SC）。平屋のショッピングセンターとしては当時国内最大級の施設および日本最初の本格的パワーセンターとして1994年（平成6年）7月29日にオープンした。
敷地面積約15ha、約70の販売店と24の飲食店からなる総店舗面積約37,000m2、駐車台数は1,700台。

## 概要
砂利採取業の新進商事の主導により開発が進められ、敷地の中央に1,700台収容の駐車場、その周りを取り囲む形で独立した建物の店舗群という形で建設された。上新バイパス沿いという立地で車で1時間圏の広域を集客対象としており、長野県や富山県の商業施設にも影響を与える形となった。
安売りを重視したパワーセンター方式であり、当時国内ではウェルタ新宮（福岡県）、カウボーイ苫小牧店（北海道）など数件の例が出始めていたが、当施設はカテゴリーキラーを集積させた本格的なパワーセンターとして流通業界から注目された。
オープンは段階的に行われた。1994年7月29日の第1次オープンでは、カウボーイを核とする南側のエリアが開業。同年9月には、地元専門店など43店からなる「パティオ」がオープン。パティオは鉄骨二階建てのメーン棟など計5棟で構成されている。同年10月には、ひらせいホームセンターの書籍・CD店、コメリのホームセンターおよびインテリア・装飾店「アテーナ」、管理会社ウイングの生活用品店「生活良品館」がオープン。同じSC内にホームセンターが2店同時営業する珍しい形態となった。同年11月26日にはウイングの直営スーパー「ダイナマート食良品館」、ラオックスのパソコン・家電店「EDSS」、水澤家具が運営する生活雑貨店「ABC」および家具店「水澤家具」がオープンし、これにて全面開業となった。
全面開業を果たした上越ウイングは長野県や富山県からも客を集め、近県からの観光バスツアーの経由地として設定されるなど賑わいを見せたが、1996年（平成8年）5月に上越ICを挟んだ北側に上越ショッピングセンター（現：イオン上越店）がオープンするなど周辺施設との競争が激化。当初土日のみの営業だったカウボーイは同年4月からは毎日営業に切り替わった。
デベロッパーの新進商事は、1996年（平成8年）12月には長岡市の長岡ニュータウン内にダイナマートやG・Ｌ・Ｏホンポ、ラオックスなどを核とする「長岡ウイング」をオープンさせるなど新たな出店も進めていたが、財務能力を省みない大規模な設備投資を続けたことなどが仇となり1998年（平成10年）に経営破綻した。
ウイングマーケット自体の営業は続けられたが、2009年（平成21年）にカウボーイと水澤家具が撤退するなど店舗の変化が発生した。2004年（平成16年）にカウボーイ主導でオープンした入浴施設「上越の湯」も2010年（平成22年）に閉店し、その後経営者を変えて再開されるも2018年（平成30年）に再び閉店した。
なお、2012年（平成24年）2月には競艇場外舟券売り場「オラレ上越」がパティオ内にオープン。同年12月にはMEGAドン・キホーテが水澤家具跡にオープン。2013年（平成25年）3月には県央地域（燕三条地域）で生産された食器、調理器具のアウトレット品販売店「ストックバスターズ」の2号店がオープンした。

## 入居店舗
- コメリハード&グリーン上越店
- アテーナ上越店
- ひらせいホームセンター上越ウイング店
- Theダイソーウイングマーケット店
- TheダイソーHIRASEI 遊 TSUTAYA 上越店
- MEGAドン・キホーテ上越インター店
- 靴のシューマート上越ウイング店
- 理容プラージュ上越店
- 美容プラージュ上越店
- アストロプロダクツ上越店
- PLOW(プラウ)上越店
- 上越宝くじセンター カウボーイ店
- オラレ上越
- アイフル 上越ウイングパティオ店
- アコム　 上越パティオ
- プロミス 上越パティオ

## 交通アクセス
- 上新バイパス 富岡IC（長野方面のハーフインター）からすぐの立地である。北陸自動車道 上越ICおよび上新バイパス 三田ICにも近い。
- 路線バスの最寄りバス停は頸城自動車 「富岡中央」（徒歩すぐ）で、6 富岡線（直江津駅・高田駅発着）が停車する[20]。
- 県内高速バスときライナーの最寄りバス停は「上越インター富岡」（徒歩すぐ）で、直江津・高田 - 新潟線が停車する（新潟方面との相互利用のみ）。

## 周辺
北側1 kmほどの場所にはイオン上越店があり、それに隣接してユニクロやケーズデンキ、ヤマダ電機など郊外型店舗が集積している。また、シネマコンプレックスのJMAX THEATER 上越もある。